# Amelia Peláez
Amelia Peláez del Casal (5 tháng 1 năm 1896 - ngày 8 tháng 4 năm 1968) là một hoạ sĩ Cuba chủ chốt của thế hệ Avant-garde.

## Tiểu sử
Amelia Peláez sinh năm 1896 tại Yaguajay, ở tỉnh Las Villas cũ của Cuba (nay là tỉnh Sancti Spíritus). Năm 1915, gia đình bà chuyển đến sống ở Havana, tại quận La Víbora,, và điều này đã cho cô cơ hội vào Trường Mỹ thuật Quốc gia "San Alejandro" ở độ tuổi khá muộn - 20 tuổi (học sinh tại học viện này thường bắt đầu từ lúc 12-13 tuổi). Bà là một trong những sinh viên yêu thích của Leopoldo Romañach. Năm 1924 bà tốt nghiệp từ San Alejandro, các bức tranh của bà lần đầu được trưng bày tại Hiệp hội Họa sĩ và Nhà điêu khắc ở Havana, cùng với một họa sĩ nữ Cuba khác, María Pepa Lamarque. Nhận được một khoản trợ cấp nhỏ, bà đến thành phố New York vào mùa hè năm 1924 và bắt đầu sáu tháng học tại Liên đoàn nghệ thuật sinh viên. Năm 1927, bà nhận được một khoản trợ cấp lớn hơn, giúp bà có cơ hội học ở Pháp, và có một chuyến công tác ngắn đến Tây Ban Nha, Ý và các quốc gia khác.
Tại Paris, bà đã tham gia các khóa học vẽ nghệ thuật và lịch sử  tại Académie de la Grande Chaumière, Trường Mỹ thuật Quốc gia và tại Trường École du Louvre. Năm 1931, bà bắt đầu học với họa sĩ người Nga Alexandra Exter, những buổi học về lý thuyết và thiết kế màu sắc đã có những ảnh hưởng lớn đến phong cách sáng tác của bà. Galerie Zak tổ chức một cuộc triển lãm tranh của bà vào năm 1933, và năm sau bà trở về Cuba.
Peláez đã nhận được giải thưởng trong Triển lãm Quốc gia về Họa sĩ và Nhà điêu khắc năm 1938, và cộng tác với một số tạp chí nghệ thuật ở Cuba, như  Orígenes, Nadie Parecía, và Espuela de Plata. Năm 1950, bà mở một xưởng tại San Antonio de los Baños, một thành phố nhỏ gần Havana, nơi bà dành riêng cho mình tình yêu về gốm, cho đến năm 1962. Vào năm 1951 và 1957,bà đã gửi những bức tranh của mình đến São Paulo Art Biennial, và tham gia vào Biennale Venice năm 1952. Năm 1958, bà là khách mời danh dự và là thành viên ban giám khảo của First Inter-American Biennial of Painting and Printmaking tại thành phố Mexico, mặc dù bà đã rút khỏi cuộc tranh luận với lý do có "một sự thiên vị công khai trong các quyết định.

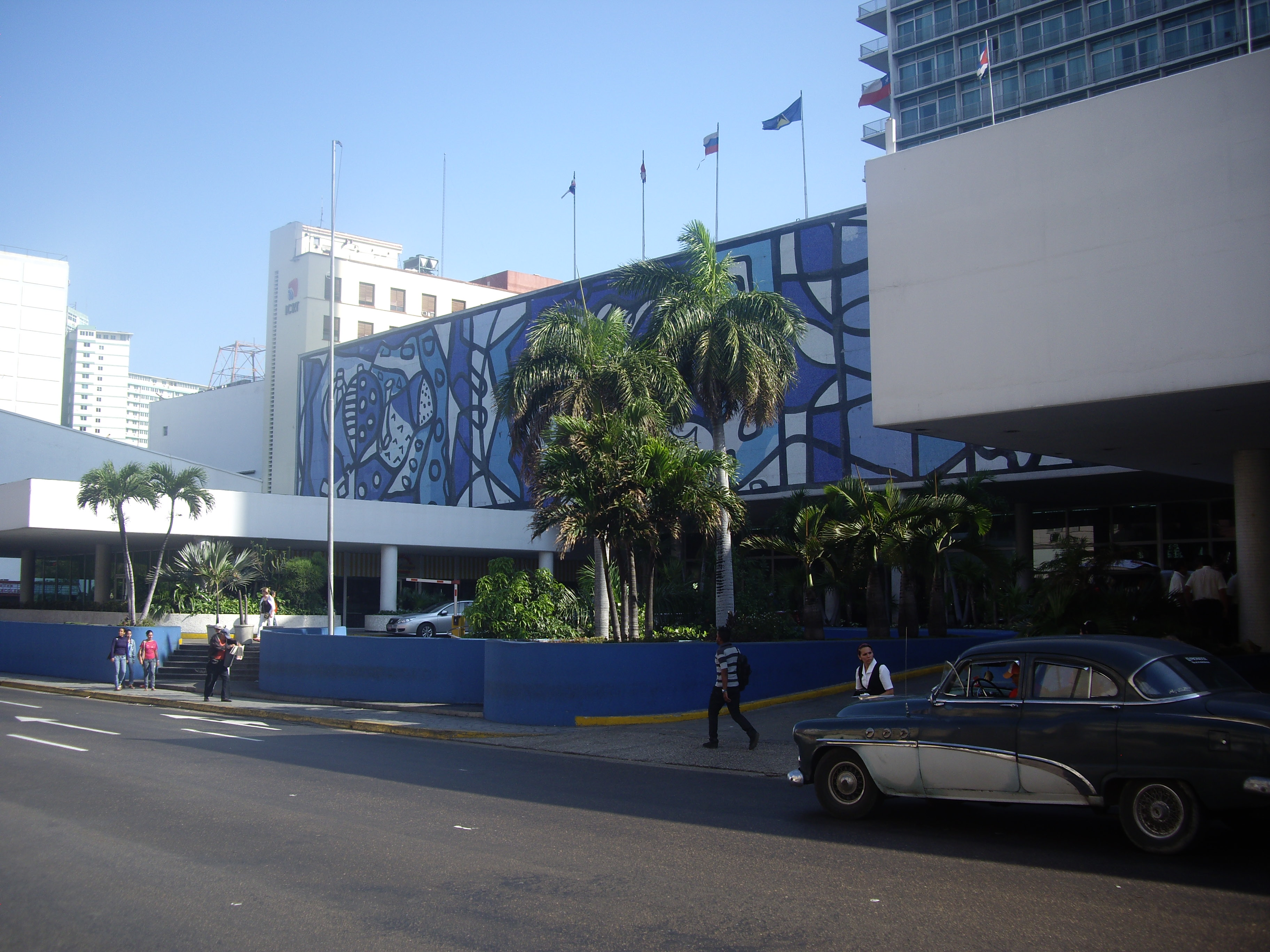
Bức tranh tường của Amelia Peláez tại Hotel Tryp Habana Libre, ở Havana.

Ngoài tranh và đồ gốm, bà cũng dành thời gian cho tranh tường, nằm ở những ngôi trường khác nhau ở Cuba. Tác phẩm tranh tường bằng gốm quan trọng nhất của bà nằm tại tòa án de Cuentas ở Havana (1953) và mặt tiền của khách sạn Habana Hilton (1957).
Peláez mất ở Havana vào năm 1968.

## Bộ sưu tập
Các tác phẩm của Peláez được trưng bày tại Bảo tàng Mỹ thuật Quốc gia Havana
và Bảo tàng Nghệ thuật Hiện đại, New York.

## Đọc tiếp
- Peláez, A. (1991). Amelia Peláez, exposición retrospectiva 1924-1967: óleos, témperas, dibujos y cerámica. Caracas, Fundación Museo de Bellas Artes.
- Pintores Cubanos, Editors Vicente Baez, Virilio Pinera, Calvert Casey, and Anton Arrufat; Ediciones Revolucion, Havana, Cuba 1962